# リッターフーデ
リッターフーデ (ドイツ語: Ritterhude, 低地ドイツ語: Hu’e) は、ドイツ連邦共和国ニーダーザクセン州オスターホルツ郡の町村（以下、本項では便宜上「町」と記述する）である。この町はブレーメンの北に位置し、約 10 km の市境および州境でこれに接している。

## 地理

リッターフーデ周辺地形図

### 位置
地形は、ハンメ川およびヴュンメ川下流の、湿原、泥湿地、および沖積平野で、氷期に形成された砂とロームの土地からなる。

### 自治体の構成
現在のリッターフーデ町は、かつて独立した町村であった以下の地区からなる。括弧内は2013年4月時点の人口である。
- イールポール（2,387人）
- レーズムストーテル（759人）
- プラッチェンヴェルベ（2,326人）
- リッターフーデ（8,394人）
- シュテンドルフ（556人）
- ヴェルシェンレーゲ（397人）

### 隣接する市町村
リッターフーデは、北はオスターホルツ＝シャルムベック、東はリリエンタール、南はブレーメン、西と北西はシュヴァーネヴェーデと境を接している。

## 歴史

### 地名
リッターフーデは、1182年に Hude (低地ドイツ語: Hu'e) としてオスターホルツ修道院の文書に初めて記録されている。Hude集落は、フーデ (オルデンブルク) やフーデ (ノルトフリースラント) など現在でもわずかに残る地名グループに属す。さらに地名のプレフィクスやサフィックスとしてこれがつく何百もの例が、北ドイツ、オランダ (-hijde)、イングランド (-hithe) に広く分布している。

### 中世
フォン・デア・フーデ家は1185年に初めて文献に登場する。ブレーメンの史料集によれば、フーダ城は、ハンブルクからブレーメンへ通じる街道のハンメ川渡渉地を監視するために1309年に造営された。1380年にフォン・デア・フーデ家の騎士と従者が城を明け渡すことを誓い、破壊を免れた。

### 近世・近代
freie Dämme の最も古い登記簿によれば、1568年に Damthor Hude には52家族が住んでいた。この数はゆっくりと増加し、Schatz- und Contributionsbeschreibung によれば、1635年に 89家族となっていた。
1712年、大火により水車を含む56棟の建物が焼失した。1757年には七年戦争により城とダム橋が破壊された。
フーデ騎士家の最後の当主フリードリヒ・アウグスト・フォン・デア・フーデの死後、1774年にゲオルク・グレーニングがこの集落を獲得した。彼は後にブレーメンの市長となった人物である。彼とその息子のハインリヒ・フォン・グレーニング（やはりブレーメンの市長およびオーバーゲリヒトの長官を務めた）は、水城を領主館に改築した。この際北翼が増築され、三翼式建築に拡張された。この館には現在もその子孫（フォン・レックス・フォン・グレーニング家）が住んでいる。
1850年にリッターフーデ、オスターハーゲン＝イールポールおよびヴェルシェンレーゲ（エルフェ、ローゲ、オーヴェルゲネを含む）、ハイルスホルン、ヒュルゼベルク/イーゼホルン、ブッシュハウゼン、フォア＝シャルムベックストーテルを含むゲリヒト・リッターフーデと、アムト・オスターホルツとが統合された。リッターフーデでは1854年に初めて町議会選挙が行われた。

### 20世紀から21世紀
20世紀初めに以下の建物が建設された: 1912年 体育館、1925年 リンデン薬局、1927年 堅信礼ホールを持つ牧師館、1930年 リースシューレ（学校）、1931年 郵便局。この他に1926年から1930年には、シュロスブリュッケ（城館の橋）と街の北部とを結ぶ州道が拡張された。
1929年からリッターフーデにおける失業者数が急速に増加した。世界恐慌が暗い影を落とし、約2,400人のリッターフーデ住民のほぼ 30 % が公的資金での生活を余儀なくされた。NSDAPは、1924年12月の国会議員選挙で29票を得て初めて姿を現した。1930年9月の選挙では183票、1932年7月の国会議員選挙には488票を得た。1932年11月6日の選挙では半分近くまで票を減らした（257票）が、全国平均よりもかなり勢力を有していた。NSDAPはリッターフーデではSPDの最高得票に届かなかった。ヒトラーは1933年1月30日に権力を掌握したが、リッターフーデでは1933年3月の国会議員選挙までSPDがトップ政党であり続けた。しかし彼らは大規模な組織化された抵抗運動を行うことはなかった。DZP、DDP、DVPは、リッターフーデの選挙で重要な役割を担うことはなかった。DHPは、1920年/1924年の選挙では約200票の、おそらくは農民票を獲得したが、その後急速に衰退した。右翼政党の DNVP は1930年までは 80票程度を獲得するのみであったが、1932年7月の選挙以降急速に票を伸ばし、11月の選挙では217票を獲得した。おそらく彼らは、NSDAPと同様に、市民有権者の右傾化の恩恵を受けたと推測される。
ブレーメン＝レーズムの町長で突撃隊高級中隊指導者のフリッツ＝ヨハン・ケスターは、1938年の排斥運動（水晶の夜）に、個人的にリッターフーデのユダヤ人家族テア・ベルク家をハンメ低地に追い詰めた。突撃隊員はこの家族を射殺するためにケスターの車で空き地に運んだ。しかしケスターとその小隊長は結局家族全員を射殺することはしなかった。そのかわりに彼らはテア・ベルク家の人々を威嚇射撃の中を走らせたのであった。
1999年に多目的ホールをイベントセンターに改築する工事が行われた。1927年に建造された町役場は2000年に修復された。2004年からリッターフーデは、低地ドイツ語による地名 Hu'e を町の入り口に立てられた標識に公式に記すこととした。
2014年9月9日、町のゴミ処理会社の敷地で大きな爆発が起き、隣接する住宅地の約40戸が被害を受けた。この会社のある従業員は、この爆発で受けた怪我のため、およそ1週間後に死亡した。

### 町村合併
1974年3月1日にレーズムストーテル、オスターハーゲン＝イールポール、プラッチェンヴェルベ、シュテンドルフ、ヴェルシェンレーゲがこの町に合併した。

## 住民

### 人口推移
1974年にリッターフーデに合併する町村の人口推移を示す。
| 町村                           | 1949   | 1961  | 1970  | 19741 |
| ------------------------------ | ------ | ----- | ----- | ----- |
| リッターフーデ                 | 5,7112 | 5,944 | 7,472 | 7,700 |
| レーズムストーテル             | 450    | 362   | 445   | 800   |
| オスターハーゲン＝イールポール | 1,253  | 1,452 | 1,678 | 2,000 |
| プラッチェンヴェルベ           | 1,318  | 1,408 | 1,770 | 2,300 |
| シュテンドルフ                 | 711    | 574   | 546   | 600   |
| ヴェルシェンレーゲ             | 414    | 272   | 305   | 400   |

1. 1974年の人口は概数である。
2. 1949年のリッターフーデの人口のうち、2,039人は難民である。

1974年以降のリッターフーデ町の人口推移を示す。
| 年   | 1961   | 1970   | 1980   | 1990   | 2000   | 2010   | 2017   |
| 人口 | 10,012 | 12,216 | 13.006 | 13,274 | 13,950 | 14,658 | 14,703 |

## 行政

### 議会

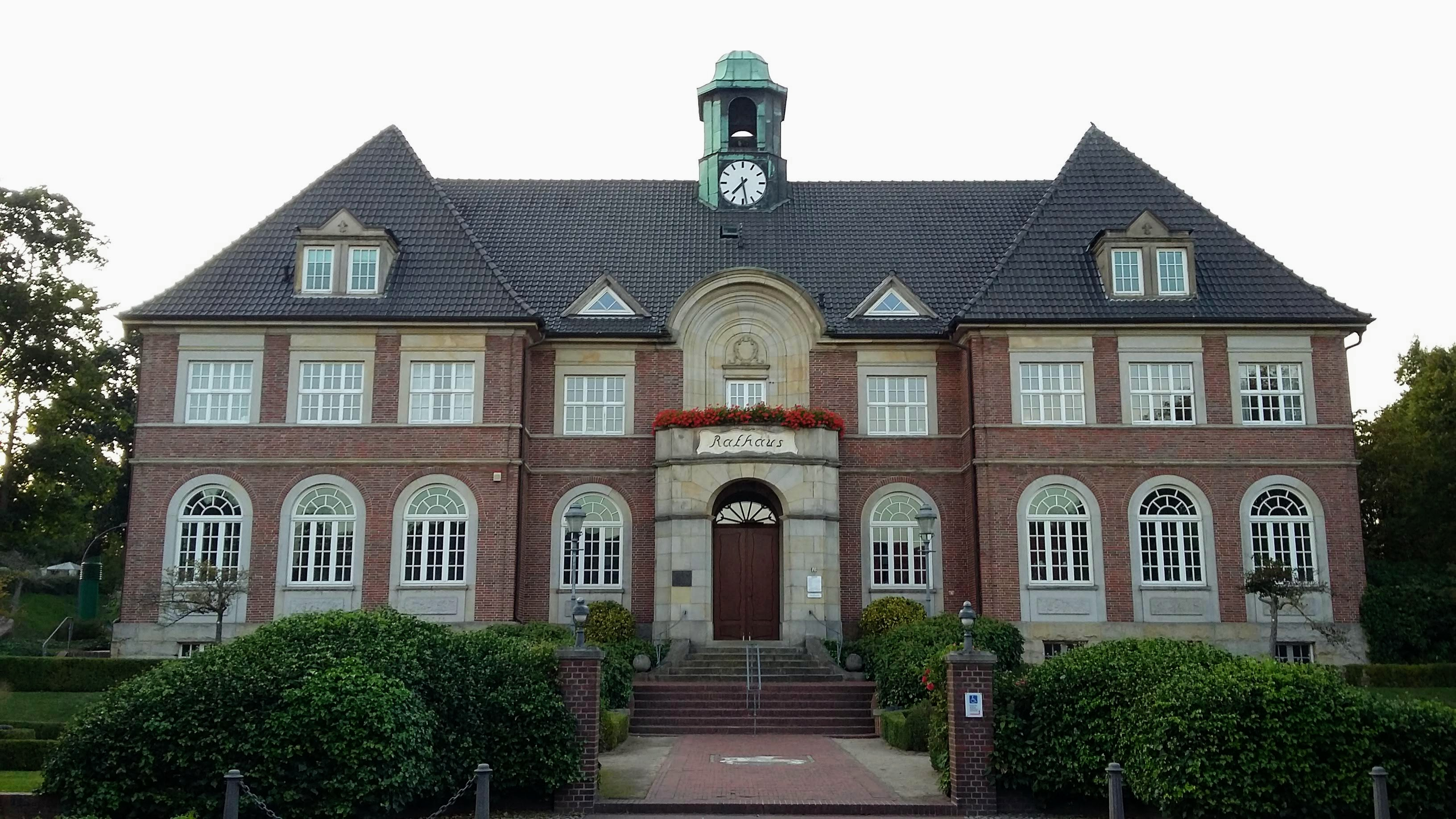
リッターフーデ町役場

リッターフーデの町議会は30議席からなる。これは人口12,001人から15,000人の自治体の議員定数である。30人の議員は5年ごとに選挙によって改選される。
上記議員の他に町長も町議会において投票権を有している。

### 首長
リッターフーデの町長はユルゲン・クック (SPD) である。彼は2021年9月26日の決選投票で 60.04 % の表を獲得してズーザンネ・ガイルスの後継者に選ばれた。この選挙の投票率は 66.26 % であった。

### 紋章
この町の紋章は、基部は緑地、主部は赤地で、向かって左向きに跳躍する騎士が描かれている。騎士は銀色の軍装をまとい、金の馬具をつけた銀の馬に乗り、槍と楯を持っている。楯、兜、鞍敷はフーデ家の紋章の配色である銀 - 黒 - 黄色である。

### 旗
この町の色は銀 - 黒 - 黄色である。町の旗は、同じ幅の横縞で上が銀色、中が黒、下が黄色で、中央の縞の真ん中に町の紋章が配されている。
毎年のハンメ祭では、祭が開催されるリース通り沿いの街灯にこの旗が飾り付けられる。

### 姉妹自治体
- スケームダ（オランダ語版、英語版）（オランダ、フローニンゲン州）1967年
  - スケームダは 現在オルダンボ（オランダ語版、英語版）の一部となっている。この姉妹自治体協定は文書による調印は行われていない。
- ヴァル＝ド＝ルイユ（フランス語版、英語版）（フランス、ウール県）1989年
- バート・ベルツィヒ（ドイツ、ブランデンブルク州）1991年
- シュトゥム（タガログ語版、英語版）（ポーランド、ポモージェ県）1994年

この他に、フィリピン、カミギン州の都市サガイの市区に対する支援協定を結んでいる。
リッターフーデはニーダーザクセン/ブレーメン自治体連合に加盟している。

## 文化と見所

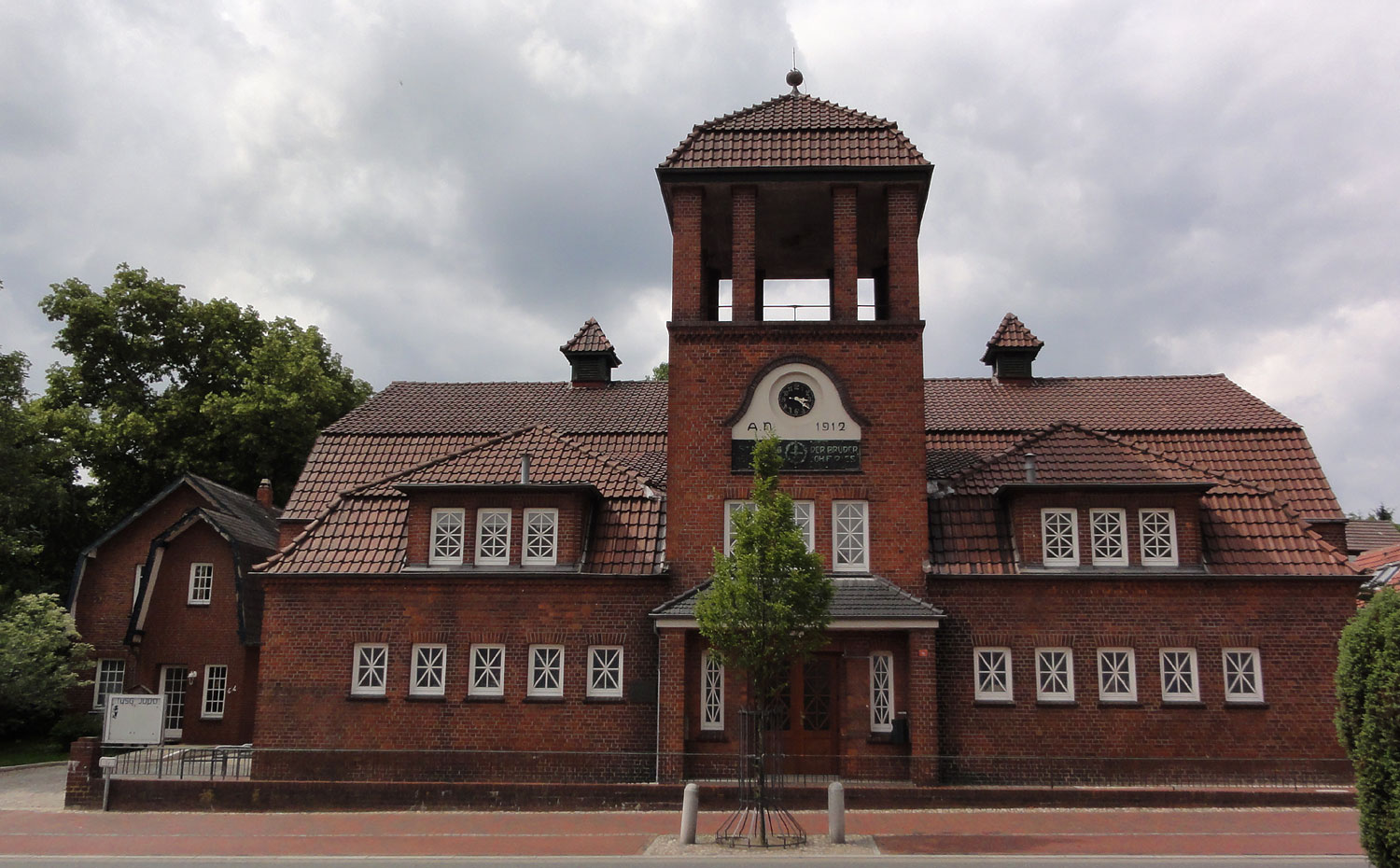
リッターフーデ・リース体育館

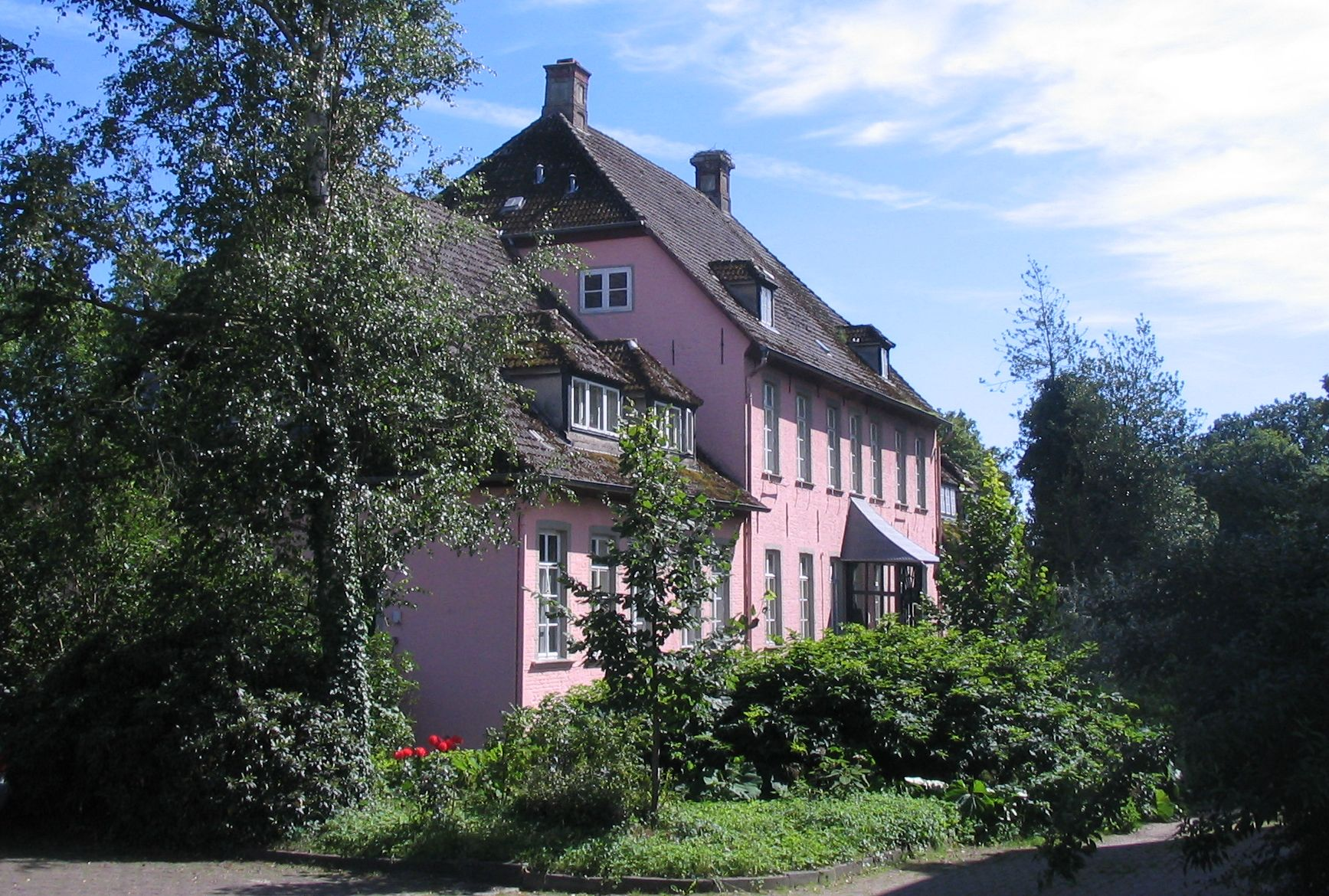
ダムグート

### 建築
町の中央に建つレンガ造りの保護文化財建築がこの町の景観を創り出している。これはリッターフーデで生まれ、19世紀末にアメリカ合衆国へ渡ったリース兄弟によって建設されたものである。この建物は、体育館（1912年）、薬局（1926年）、町役場（1928年）、牧師館（1929年）、リースシューレ（学校、1930年）、郵便局（1932年）として用いられた。
福音主義聖ヨハネス教会は1792年に、先代の建物があった場所に木組み建築で建設され、1908年と1929年に改築がなされた。特に外壁の木組みがレンガの壁に置き換えられた。レンガ造りの塔は1892年に増築され、1936年に階層が高められた。
水堀で囲まれた領主館ダムグートの主館の建築上の起源は14世紀にまで遡る。
町の中央にある、1876年から1880年に建設された下部構造が遺されていたかつての風車は、2006年4月以降に修復が行われ、2007年8月3日に完成した。この風車はこれ以後文化目的に利用されている。
リッターフーデのハンメ川の堰は、1874年/75年に建設されたもので、1985年から保護文化財に指定されている。
アム・シャフコーフェンとレーズムストーテラー通りの角にあるユダヤ人墓地には、1780年から1938年までに葬られた29基の墓石が存在する。この墓地は保護文化財に指定されている。

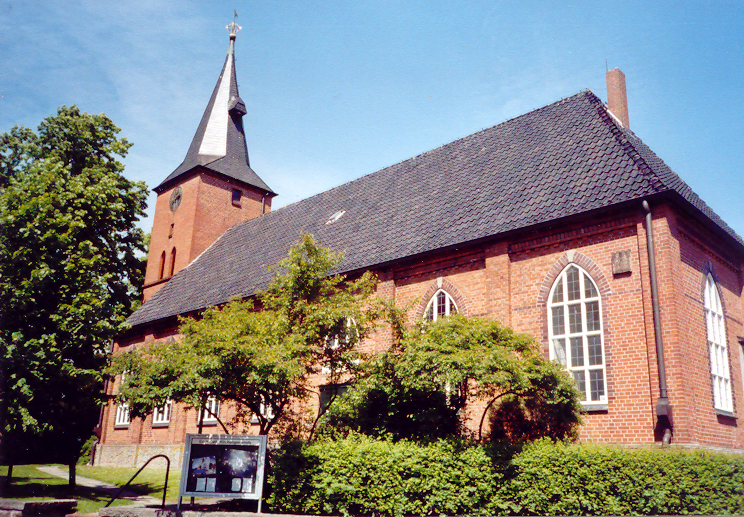
聖ヨハネス教会
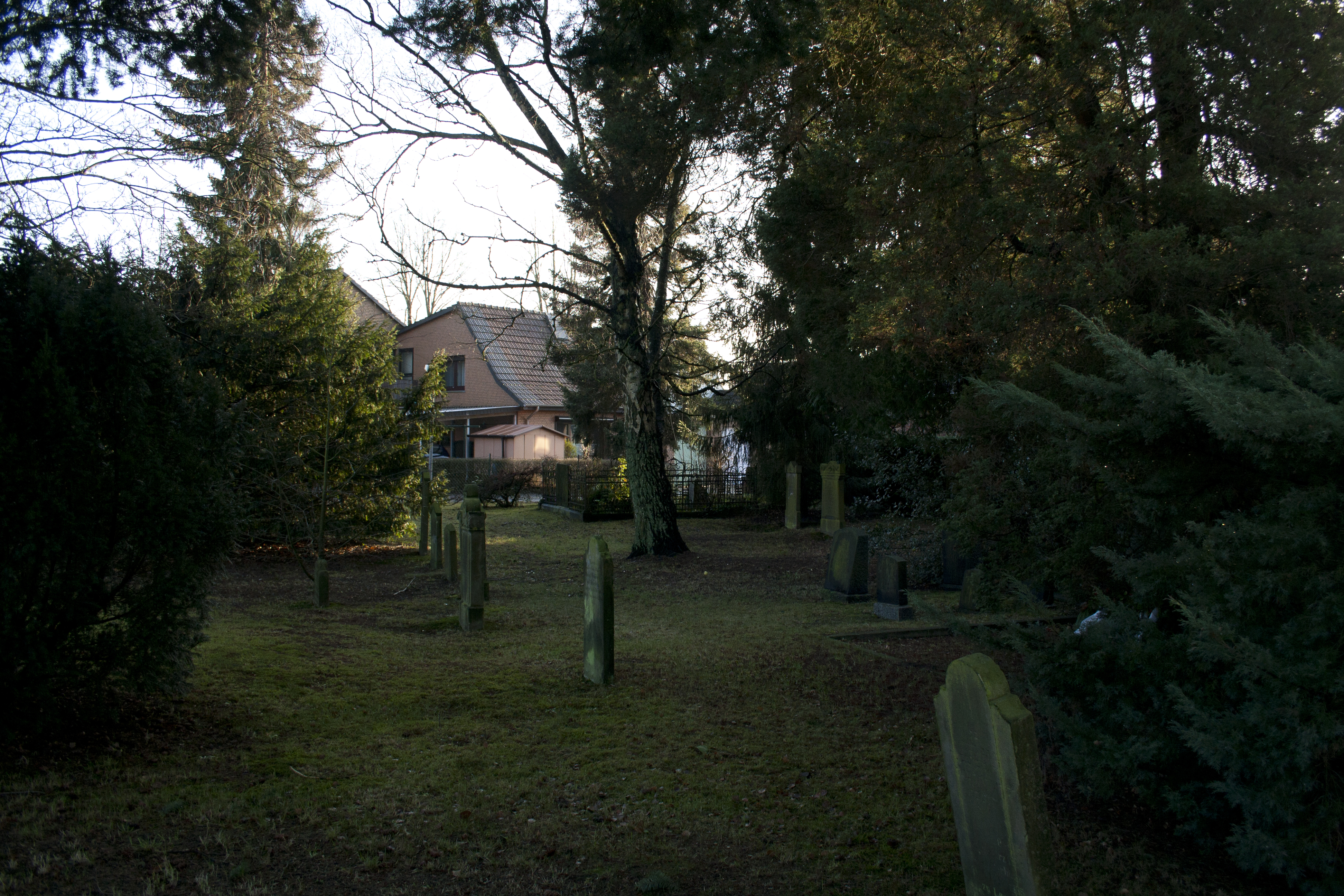
リッターフーデのユダヤ人墓地

### 年中行事

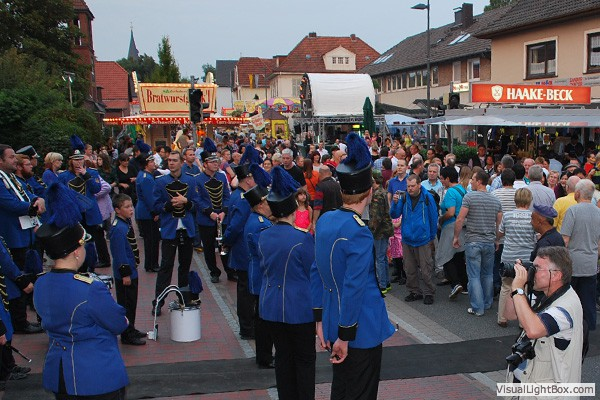
ハンメ祭（2014年）

この町で毎年開催されている行事としては、9月の第1週末にリース通りで開催されるハンメ祭、射撃広場（シュッツェン広場）で開催されるオスターフォイアー（復活祭）、射撃祭、レーズムストーテル/ヴェルシェンレーゲの収穫祭がある。
2006年以降、ハンメ・フォーラム（旧リッターフーデ・イベントセンター）の外庭で行われる野外コンサート「リッターフーダー・トルフナハト」や、女子およびジュニアの国際リッターフーデ柔道ハンメ杯が開催される。

## 経済と社会資本

### 経済
リッターフーデは北西部大都市圏の一部である。3,549人の就労者のうち、33 % が製造業、31 % が商業・接客業・交通業、36 % がサービス業に従事している。リッターフーデに通勤する就労者は 2,930人、リッターフーデから通勤する就労者は 4,491人である（いずれの数値も2010年のものである）。
町内には、1.3 ha から 27.1 ha までの産業地区が存在する。
- リッターフーデ産業パーク
- イールポール産業地区
- アウフ・デム・ラートベルク/シュテンドルファー通り産業地区
- その他に集落に組み込まれた小さな産業地区がある: キーペルベルク通り産業地区、アム・グローセン・ゲーレン産業地区、アン・デア・イーレ産業地区、レーズムストーテル産業地区などである。
- 小売業者のためのハイトカンプ特別地区

リッターフーデの古く、大きな企業としては以下のものがある。
- 化学工業のリンパック・パッケージング GmbH
- 化学工業のルプリツォール・ドイチュラント GmbH
- 金属・機械・鉄鋼製造業および移動式クレーン・建設機械レンタル業者アーゼル AG
- 暖房、衛生設備、エアコンディショナーのティーレ & フェンデル・ブレーメン GmbH & Co. KG
- 電気技術、安全技術のクレンケ・エレクトロテクニーク GmbH & Co. KG
- ケーラー建設機械 GmbH & Co. KG
- BKE イェンス・フィルスラーゲ事務機器およびコミュケーション設備

### 交通
この町はアウトバーン A27号線（クックスハーフェン - ブレーマーハーフェン - ブレーメン - ヴァルスローデ）および連邦道 B74号線（ブレーメン - シュターデ）沿線に位置している。A27号線のリッターフーデ南インターチェンジは、A281号線とのジャンクションと同じ高度にある。A281号線は、将来的には、北西ドイツ地方の交通網（たとえばオルデンブルク方面）においてヴェーザー川を横断する重要な役割を果たすこととなる。

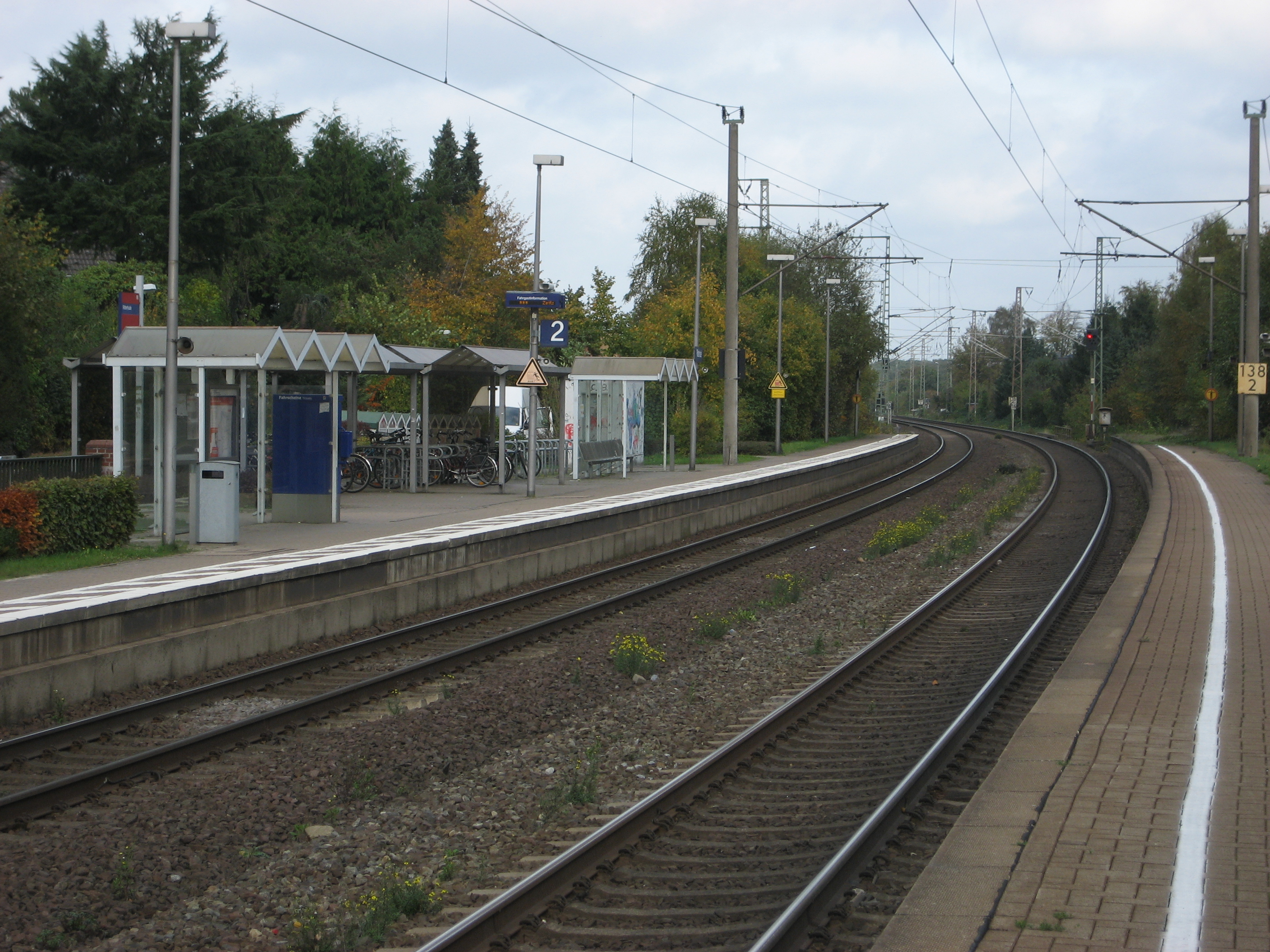
リッターフーデ駅

#### 公共旅客交通
リッターフーデ駅には、ブレーメン/ニーダーザクセン地域Sバーン RS2号線の列車が停車する。この路線は日中1時間ごとにブレーマーハーフェン＝レーエとツヴィストリンゲンとの間、およびブレーマーハーフェンとブレーメン中央駅との間を運行している。平日のラッシュ時には、午前中にはブレーマー中央駅行き方面、午後にはブレーマーハーフェン＝レーエ行き方面の列車が増発され、一時的に30分間隔の運行となる。
リッターフーデでは、バス路線 680番が運行している。このバスはヴァルヘーフェン - ブレーメン＝グレーペリンゲン間をおおむね1時間間隔で運行している。また、ヴァルヘーフェンからブレーメン中央駅、ブレーメン＝グレーペリンゲンからハムベルゲン、ブレーメン＝ブルクからオスターホルツ＝シャルムベックへのバス路線も数本存在する。
この他に何本かのスクールバスもリッターフーデ町内および周辺を定時運行している。たとえば、656番（シュテンドルフ行き）、659番（プラッチェンヴェルベ行き）、663番（オスターホルツ＝シャルムベック行き）がある。
土曜日から日曜日にかけての夜には、バス路線 N62番がブレーメン中央駅とオスターホルツ＝シャルムベック間を1時間ごとに運行しており、リッターフーデのバス停でも利用できる。

### 教育
- リッターフーデ基礎課程学校
- イールポール基礎課程学校
- プラッチェンヴェルベ基礎課程学校
- モールマンスカンプ学校センター: リッターフーデ本課程および実科学校（1977年開校）、ギムナジウム・リッターフーデ（リッターフーデ本課程および実科学校の組織からは分離されている）。ギムナジウムには2007/2008年の学年からオーバーシュトゥーフェ（上級学年）が設けられた。
- リースシューレ: 2008年からギムナジウムのオーバーシュトゥーフェとして設けられた。
- ブレーメン/リッターフーデ非軍事役務学校

### 公共施設

#### 一般
- リッターフーデ町役場
- リッターフーデ消防団。イールポール、レーズムストーテル/ヴェルシェンレーゲ、プラッチェンヴェルベ、リッターフーデ、シュテンドルフに各分団を持ち、リッターフーデとイールポールには青年消防団、シュテンドルフには子供消防団がある。
- リッターフーデ警察署

#### 社会福祉施設
- 最寄りの病院は、ブレーメン北クリニークム、レジデンツ＝クリニーク・リリエンタール、オスターホルツ郡立病院がある。
- ゲーテ通り託児所
- レムバルク幼稚園
- シュテンドルフ託児所
- リッターフーデ青年休暇の家
- リッターフーデ町の社会福祉ステーション
- ベルヴィタ社会福祉施設
- ハウス・クリスティアン・シニアセンター
- ヴォーンパルク・アム・ダムグート

#### 教会
- 福音主義＝ルター派 聖ヨハネス教会
- 福音主義＝ルター派 ヴェルシェンレーゲ教会
- カトリック 聖ビルギッタ教会（オスターホルツ＝シャルムベックの聖家族教会に属する）
- 新使徒教会（ドイツ語版、英語版）

## 関連図書
- Helga Müller (2011). Das Dorf Ritterhude – die Einwohner und ihre Wohnstätten. Ritterhude
- Dietbrandt Cassel (1969). Beiträge zur Geschichte des Ortes Ritterhude. Ritterhude
- Friedrich Kühlken (1950). Zwischen Niederweser und Niederelbe – Eine Heimatkunde des Landes Bremen und des Niedersächsischen Regierungsbezirks Stade. Osterholz-Scharmbeck
- Bernard Lange (1978). Chronik der Polizei Ritterhude. Diem und Neumann

### 訳注
1. ↑  Hude の原義は「堤防に囲まれた場所」を意味する